# Église protestante luthérienne du Mecklembourg

Territoire d'implantation de l'Église protestante luthérienne du Mecklembourg.

L'Église protestante luthérienne du Mecklembourg (allemand : Evangelisch-Lutherische Landeskirche Mecklenburgs; abrégé ELLM) était une église luthérienne implantée dans l'état allemand de Mecklembourg-Poméranie-Occidentale, au service des habitants de l'ancienne province du Mecklembourg. Le siège de l'évêque (allemand: Landesbischof) était à Schwerin, la capitale de l'état de Mecklembourg-Poméranie, la cathédrale de Schwerin étant l'église principale de cette église. C'est la principale dénomination chrétienne dans cette région.
Fondée en 1934 par fusion de deux églises régionales, l'Église protestante luthérienne du Mecklembourg a elle-même fusionné en mai 2012 avec l'Église protestante luthérienne du nord de l'Elbe et l’Église protestante de Poméranie pour former l'Église protestante luthérienne en Allemagne du Nord.

## Théologie
Cette église chrétienne était fondée sur les enseignements des réformateurs protestants et est particulièrement restée fidèle au premier d'entre eux, Martin Luther.

## Historique
Le luthéranisme au Mecklembourg remonte à l'époque de la Réforme. Les idées de Luther ont commencé dès 1523 à se manifester dans les trois duchés qui formaient alors le Mecklembourg (Mecklembourg-Güstrow, Mecklembourg-Schwerin et Mecklembourg-Strelitz). En 1549, Jean Albert Ier, duc de Mecklembourg a gagné à la cause de la Réforme la majorité des députés du parlement uni des duchés du Mecklembourg. La religion luthérienne est donc devenue la religion d’État des trois duchés dès cette époque.  Chaque duc a été nommé chef (summus episcopus) de l'église luthérienne de son duché. Deux de ces duchés, Schwerin et Strelitz, fusionnèrent par la suite, de même que leurs églises officielles. 
Les grands-ducs de Mecklembourg-Schwerin et de Mecklembourg-Strelitz ont abdiqué en 1918 et le régime de gouvernement seigneurial des églises a été aboli par la Constitution de Weimar ; dès lors privées de leurs chefs, les églises d’État ont toutes les deux adopté de nouvelles constitutions ecclésiastiques prévoyant une fonction d'évêque d’État (Landesbischof). En 1934, ces deux églises ont fusionné pour former l'Église protestante luthérienne du Mecklembourg.
L’église luthérienne du Mecklembourg s'est illustrée par sa résistance au nazisme dans le cadre du Kirchenkampf, puisque, lors de l'offensive anti-juive du mouvement des Chrétiens allemands en 1939, ce sont 131 pasteurs de l'église du Mecklembourg qui ont protesté formellement contre la loi portant exclusion des Juifs chrétiens, en argumentant que cette mesure équivalait à une annulation des vœux d’ordination et à remettre en cause l’unité de l’Église. 
Après la Seconde Guerre mondiale, l’église luthérienne du Mecklembourg a rejoint la fédération d'églises protestantes allemandes dite Église protestante en Allemagne (EKD), et a été cofondatrice de la fédération purement luthérienne, l'Église protestante luthérienne unie d'Allemagne (VELKD). En 1969, l'église a démissionné de l'EKD et a fondé avec les autres églises d’État sur le territoire de la RDA et de Berlin-Est la Fédération des Églises protestantes de la RDA. En 1991, l'église du Mecklembourg a pu se joindre à nouveau à l'EKD.
Sur le plan international, l’église luthérienne du Mecklembourg a été membre de la Communion d'Églises protestantes en Europe et de la Fédération luthérienne mondiale (FLM). 
En mai 2012, elle a fusionné au sein de l'Église protestante luthérienne en Allemagne du Nord, qui a conservé les mêmes appartenances et adhésions.
Malgré l'intégration à la nouvelle église, on dispose toujours de statistiques régionales pour l'arrondissement ecclésiastique (Kirchenkreis) du Mecklembourg. Il compte environ 193 000 adhérents et 270 paroisses (en février 2011).